# نافذة مدورة
النافذة المدورة (بالإنجليزية: Round window)‏ هي إحدى الفتحتين من الأذن الوسطى إلى الأذن الداخلية. يتم غلقها بواسطة الغشاء الطبلي الثانوي (غشاء النافذة المدورة)، والذي يهتز بمرحلة معاكسة للاهتزازات التي تدخل الأذن الداخلية من خلال النافذة البيضوية. تسمح النافذة المدورة للسائل المتواجد في قوقعة الأذن بالتحرك، والذي بدوره يضمن تحفيز خلايا الشعر في الغشاء القاعدي لكي يحدث السمع.

## صور إضافية

القوقعة

## روابط خارجية
- رسم تخطيطي (باسم "نافذة مستديرة") في كلية ساوث ويست تينيسي كوميونتي
- نظرة عامة في جامعة دنفر